# Nikolaos Deligiannis

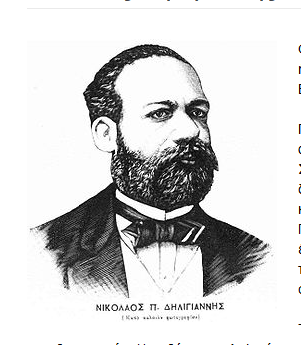
Nikolaos Deligiannis

Nikolaos Deligiannis (en griego: Νικόλαος Δελιγιάννης) fue un político griego nacido en 1845. Fue brevemente primer ministro de Grecia de enero a junio de 1895. Murió en 1910.

## Biografía
Nacido en Atenas, era hijo de Petros Deligiannis, tres veces ministro de Asuntos Exteriores de Grecia (1841, 1849 y 1863) y descendiente de la poderosa familia de primates Deligiannis de Langadia, Arcadia.
Estudió derecho en la Universidad de Atenas e hizo su carrera en el cuerpo diplomático. Primero fue nombrado secretario de la embajada griega en Constantinopla y luego se desempeñó como embajador en Belgrado (1881-1885), París (1885-1893) y en Madrid. Regresó a Atenas y después de un tiempo dejó París nuevamente, donde fue nombrado embajador de Grecia. En 1899 fue representante de Grecia en la Conferencia de La Haya. También fue miembro fundador del Comité Olímpico Helénico.
En enero de 1895, después de la caída del séptimo y último gabinete  de Charilaos Trikoupis, fue nombrado por George I como primer ministro interino. El gobierno de Deligiannis, compuesto por figuras extraparlamentarias, en el que también tenía las carteras de Asuntos Exteriores e Interiores, llevó a cabo elecciones que tuvieron lugar en mayo del mismo año. Fueron ganados por Theodore Deligiannis, primo hermano de su padre, quien accedió como primer ministro el 31 de mayo de 1895. Nikolaos Deligiannis regresó al servicio diplomático como embajador en París, donde murió y fue enterrado en el cementerio de Boulogne.
- Datos: Q387161
- Multimedia: Nikolaos Deligiannis / Q387161